# Nepal na Letnich Igrzyskach Olimpijskich 1996
Nepal na Letnich Igrzyskach Olimpijskich 1996 reprezentowało sześciu zawodników: trzech mężczyzn i trzy  kobiety. Był to ósmy start reprezentacji Nepalu na letnich igrzyskach olimpijskich.

## Skład reprezentacji

### Lekkoatletyka
Mężczyźni
| Zawodnik    | Konkurencja | Finał   | Finał   |
| Zawodnik    | Konkurencja | Wynik   | Miejsce |
| ----------- | ----------- | ------- | ------- |
| Tika Bogati | maraton     | 2:27:04 | 74.     |

Kobiety
| Zawodniczka      | Konkurencja | Finał   | Finał   |
| Zawodniczka      | Konkurencja | Wynik   | Miejsce |
| ---------------- | ----------- | ------- | ------- |
| Bimala Ranamagar | maraton     | 3:16:19 | 62.     |

### Pływanie
Mężczyźni
| Zawodnik      | Konkurencja              | Eliminacje | Eliminacje | Finał | Finał   |
| Zawodnik      | Konkurencja              | Wynik      | Miejsce    | Wynik | Miejsce |
| ------------- | ------------------------ | ---------- | ---------- | ----- | ------- |
| Sitaram Shahi | 100 m stylem grzbietowym | 1:14,58    | 50.        | NQ    | NQ      |

Kobiety
| Zawodniczka   | Konkurencja          | Eliminacje | Eliminacje | Finał | Finał   |
| Zawodniczka   | Konkurencja          | Wynik      | Miejsce    | Wynik | Miejsce |
| ------------- | -------------------- | ---------- | ---------- | ----- | ------- |
| Nishma Gurung | 50 m stylem dowolnym | 41,45      | 55.        | NQ    | NQ      |

### Podnoszenie ciężarów
Mężczyźni
| Zawodnik    | Konkurencja | Rwanie | Rwanie  | Podrzut  | Podrzut | Razem    | Pozycja |
| Zawodnik    | Konkurencja | Wynik  | Pozycja | Wynik    | Pozycja | Razem    | Pozycja |
| ----------- | ----------- | ------ | ------- | -------- | ------- | -------- | ------- |
| Sunil Joshi | + 108 kg    | 120 kg | 17.     | 162,5 kg | 17.     | 282,5 kg | 17.     |

### Strzelectwo
Kobiety
| Zawodniczka     | Konkurencja               | Kwalifikacje | Kwalifikacje | Finał  | Finał   |
| Zawodniczka     | Konkurencja               | Punkty       | Miejsce      | Punkty | Miejsce |
| --------------- | ------------------------- | ------------ | ------------ | ------ | ------- |
| Bibhashwori Rai | karabin pneumatyczny 10 m | 359          | 49.          | NQ     | NQ      |